# Alfonsa Clerici
Alfonsa Clerici (Lainate, 14 febbraio 1860 – Vercelli, 14 gennaio 1930) è stata una religiosa italiana appartenente alla congregazione delle Suore del Preziosissimo Sangue. Fu beatificata nel 2010.

## Biografia
Nata da un'umile famiglia contadina, era figlia di Angelo e di Maria Romanò. Nel 1883 entrò come suora tra le Preziosine e fu insegnante presso il collegio della congregazione a Monza. 
Nel 1911 si trasferì a Vercelli, dove rimase per il resto della sua vita: fu direttrice del locale Istituto della Provvidenza, un ritiro per ragazze povere e svantaggiate. Colpita da emorragia cerebrale la notte del 13 gennaio 1930, morì il giorno dopo. I suoi resti mortali sono stati posti il 2 ottobre 2011 sull'altare della Cappella del Crocifisso nel Duomo di Vercelli.

## Beatificazione
Il 13 gennaio 1966 si apre a Vercelli il Processo Diocesano, che viene chiuso il 30 giugno 1969. Nello stesso anno la Causa passa alla Congregazione per le Cause dei Santi, che il 12 novembre 1988 emette voto favorevole sulla validità del Processo Informativo diocesano. Il 22 giugno 2004 suor Alfonsa viene riconosciuta Venerabile. Dopo il parere favorevole della Consulta Medica e del congresso dei teologi, il 13 aprile 2010 la Congregazione dei Cardinale e dei Vescovi riconosce la  guarigione miracolosa di Nedo Frosini, attribuita all'intercessione di suor Alfonsa Clerici, e il 23 ottobre 2011 avviene la sua beatificazione nel Duomo di Vercelli.

## Il miracolo per la beatificazione
Ai fini della beatificazione la Chiesa cattolica ha ritenuto miracolosa la guarigione di Nedo Frosini, il quale aveva subito un grave arresto cardiaco con la conseguente carenza di ossigeno al cervello. Dopo una prolungata rianimazione il paziente era entrato in coma irreversibile. La moglie dell'infermo, Carla Demi, nella notte del 22 febbraio 2003 aveva allora invocato l'intercessione della Serva di Dio Alfonsa Clerici. La mattina seguente i medici avevano inaspettatamente trovato il paziente guarito, lucido, in grado di parlare e senza alcun segno di danni neurologici.